# Danmarks Socialdemokratiske Ungdom
Danmarks Socialdemokratiske Ungdom (DSU) är de danska socialdemokraternas ungdomsorganisation. 

## Historia
Förbundet bildades 1920 ur föregångaren Socialdemokratisk Ungdoms Forbund, (SUF) som splittrades på grund av en indelning i två falanger; de revolutionära som ville störta det etablerade klassamhället på den ena sidan samt de reformerta, som ville förändra samhället på fredlig väg genom reformer. Denna delning genomfördes ett år tidigare än moderpartiet, då socialdemokrater och kommunister splittrades på grund av första världskriget och den ryska revolutionen. Socialdemokratisk Ungdoms Forbund splittrades således 1919 och en majoritet av dess medlemmar kom att bilda Venstresocialistisk Parti, som 1920 blev Danmarks Kommunistiske Parti. Ett antal SUF-avdelningar ville inte lämna det socialdemokratiska partiet och bildade således DSU.
Under det andra världskriget stödde DSU officiellt den samarbets- och förhandlingspolitik som Danmark hade gentemot den tyska ockupationsmakten. Man motiverade det med att man ville förhindra ett reellt nazistiskt maktövertagande av landet samt att man ville undvika krig in i det längsta. Dock fanns det ett antal medlemmar av förbund som deltog i motståndskampen, däribland Frode Jakobsen.
Under 1960-talet deltog DSU i motståndet mot Vietnamkriget.

## Förbundets ordförande
- 1920-1927 Christian Christiansen
- 1927-1929 Hans Hedtoft
- 1929-1933 Johannes Hansen
- 1933-1937 H.C. Hansen
- 1937-1942 Poul Hansen
- 1942-1946 Victor Gram
- 1946-1950 Egon Weidekamp
- 1950-1952 Per Hækkerup
- 1952-1958 Børge Jensen
- 1958-1961 Niels Kristensen
- 1961-1967 Ejner Hovgaard Christiansen
- 1967-1970 Hans Carl Nielsen
- 1970-1974 Niels Enevoldsen
- 1974-1978 Frode Møller Nicolaisen
- 1978-1982 Finn Larsen
- 1982-1986 Jan Petersen
- 1986-1990 Jens Christiansen
- 1990-1992 Anette Berentzen
- 1992-1996 Henrik Sass Larsen
- 1996-2000 Morten Bødskov
- 2000-2004 Kristian Madsen
- 2004-2008 Jacob Bjerregaard Jørgensen
- 2008-2012 Peter Hummelgaard
- 2012- 2014 Camilla Brejner Schwalbe
- 2014-2016 Alexander Grandt Petersen
- 2016-2017 Lasse Quvang Rasmussen
- 2017-2017 Morgan Krüger
- 2017-2022 Frederik Vad Nielsen
- 2022- Katrine Evelyn Jensen